# Värmeförflyttare
En värmeförflyttare används när man vill flytta värme från ett rum till ett annat.
Vanligt är att värmeförflyttaren har 1-3 fläktar som skall sätta fart på luften.
Ofta kan det vara så att en braskamin eller värmepump är installerad i ett rum och att värmen stannar i detta rum.
Det innebär att det blir för varmt i ett rum och kallt i resten av huset.
Värmeförflyttaren flyttar överskottskottsvärme ut i huset för utjämning av temperaturskillnader.